# Rheum przewalskyi
Rheum przewalskyi Losinsk. – gatunek rośliny z rodziny rdestowatych (Polygonaceae Juss.). Występuje naturalnie w Chinach – w prowincjach Gansu, Qinghai oraz Syczuan (północno-zachodnia część). 

## Morfologia
PokrójBylina bez wyraźnej łodygi.
LiścieIch blaszka liściowa jest skórzasta i ma kształt od owalnego do owalnie rombowego. Mierzy 10–20 cm długości oraz 9–17 cm szerokości, jest całobrzega, o niemal sercowatej nasadzie i tępym wierzchołku. Ogonek liściowy jest owłosiony i osiąga 4–10 cm długości. Gatka jest błoniasta.
KwiatyZebrane w wiechy przypominające kłosy, rozwijają się na szczytach pędów. Listki okwiatu mają owalny kształt i żółtobiaławą barwę, mierzą 1–2 mm długości.
OwoceMają jajowaty kształt, osiągają 8–10 mm długości.

## Biologia i ekologia
Rośnie w lasach oraz na łąkach. Występuje na wysokości od 1500 do 5000 m n.p.m. Kwitnie w lipcu.